# Cantó de Nocé
El cantó de Nocé és un cantó francès del departament de l'Orne, situat al districte de Mortagne-au-Perche. Té 12 municipis (Berd'huis, Colonard-Corubert, Courcerault, Dancé, Nocé, Préaux-du-Perche, Saint-Aubin-des-Grois, Saint-Cyr-la-Rosière, Saint-Jean-de-la-Forêt, Saint-Maurice-sur-Huisne, Saint-Pierre-la-Bruyère i Verrières) i el cap es Nocé.
| Data d'elecció                           | Identitat           | Partit        | Qualitat |
| ---------------------------------------- | ------------------- | ------------- | -------- |
| 1945-1951                                | M. Avelide          | RPF           |          |
| 1951-1958                                | M. Duval            | Divers droite |          |
| 1958-1976                                | M. Labbé            | UDR           |          |
| 1976-198.                                | Roger Vaugeois      | Divers droite |          |
| 198.-2001                                | M. Fleury           | RPR           |          |
| 2001-                                    | Jean-Michel Bouvier | Divers droite |          |
| les dades anteriors no són pas conegudes |                     |               |          |
|                                          |                     |               |          |

| A partir de 1990: Població sense dobles comptes |